# 탁발힐분
탁발힐분(拓跋詰汾, ? ~ ?)은 중국 오호 십육국 시대 선비족의 일파인 탁발선비의 수령이다. 전임 수령이었던 탁발린(拓跋隣)의 아들이며, 수령으로 있었던 기간은 명확하지 않다. 북위(北魏)가 건립된 이후 시호는 성무제(聖武帝)로 추증되었다.

## 생애
《위서(魏書)》에 따르면 탁발린의 명으로 부족민들을 이끌고 남쪽으로 근거지를 옮겼다고 하며, 신수(神獸)가 길을 안내해 따라가보니 흉노(匈奴)의 옛 거주지가 나와 그곳에 거주하였다고 한다.
이후 탁발힐분이 여러 부족민들을 거느리고 수렵을 하던 도중 한 미녀가 나타났는데, 자신은 하늘의 명을 받은 천녀(天女)라고 하며 탁발힐분과 하룻밤을 같이 지냈다. 다음 날 둘은 헤어졌으며, 1년 후 천녀가 탁발힐분에게 아이를 하나 주었는데 그 아이가 탁발역미(拓跋力微)라고 하며 탁발힐분의 사후 탁발역미가 그 뒤를 이었다.
또한 《신당서(新唐書)》에 따르면 탁발힐분에게는 탁발역미 외에 독발필고(禿髮匹孤)라는 자식이 따로 있었으며, 탁발힐분이 죽은 후 탁발역미가 수령 자리를 이어받자 자신의 세력을 이끌고 다른 곳으로 이동해 독발선비의 시조가 되었다고 한다. '독발(禿髮)'과 '탁발(拓跋)'은 본디 같은 음의 표기인데 이 때 표기가 갈리면서 부족도 갈리게 되었다.